# Kolbila (peuple)
Pour les articles homonymes, voir Kolbila.
Les Kolbila sont une population vivant dans le nord du Cameroun, entre le massif de Poli et le plateau de l'Adamaoua.
Ils dépendent de la petite chefferie Foulbé de Mayo Bantadgé. Voisins des Dourou et des Voko, ils sont aussi en contact avec les Papé et les Dowayo. Leur nombre a été estimé à un millier en 1971, vivant principalement dans une dizaine de villages : Sélou, Gompou, Pomla, Bokaré, Djougla, Djassa, Kalbingto, Pouksa et Séboré, également à Noto, Gani, Wamba, Mangzean, Sipo et au chef-lieu de canton Mayo Bantadgé.

## Langue
Leur langue est le kolbila, une langue de l'Adamaoua.